# Cameron Carpenter
Taylor Cameron Carpenter (Meadville, 18 aprile 1981) è un organista e compositore statunitense.

## Biografia
È il maggiore dei due figli dei coniugi Gregory e Lynn Carpenter. Nato in Pennsylvania nel 1981, è stato istruito in casa da sua madre fino a quando non entra, ad undici anni, nel coro di una scuola a Princeton, New Jersey. Più tardi, Carpenter frequenta la School of the Arts di Winston-Salem, Carolina del Nord. Studia quindi presso la Juilliard School di New York con Gerre Hancock, John Weaver e Paul Jacobs. In quel periodo è organista presso la New Middle Collegiate Church.
Nel 2009 riceve una nomination per il Grammy Award.
Attualmente vive a Berlino, dove regolarmente si esibisce sul grande organo Schuke della Philharmonie di Berlino.